# Levaldigi
Levaldigi (in piemontese Levaldis) è una frazione di Savigliano in provincia di Cuneo.

## Geografia
L'area attorno a Levaldigi è pianeggiante e quasi ricoperta di campi.

## Clima
Il clima è umido e subtropicale e la temperatura media è di 12°C. Il mese più caldo è luglio, con 23 °C, e quello più freddo è gennaio, con -2 °C. La piovosità media è di 1.410 millimetri all'anno con novembre il mese più piovoso, che conta 259 millimetri di pioggia, e giugno il mese il più secco, che conta invece 63 millimetri di pioggia.

## Monumenti e luoghi di interesse
- Chiesa parrocchiale di Maria Vergine Assunta, risalente al 1699

## Cultura

### Cucina
Il Pnön è un biscotto di pasta frolla tipico di Levaldigi prodotto con farina di frumento, burro, scorza di limone, uova fresche non pastorizzate, miele o zucchero, mandorle amare.

## Infrastrutture e trasporti
L'aeroporto di Cuneo-Levaldigi si trova a 1 km dall'abitato di Levaldigi dal quale prende il nome, lungo la Strada statale 20 del Colle di Tenda e di Valle Roja.